# 25 Pułk Piechoty Armii Krajowej
25 pułk piechoty Armii Krajowej (25 pp) – powstał ok. 15 lipca 1944 na bazie oddziałów partyzanckich i dywersyjnych Inspektoratu Piotrkowskiego AK. Działał w lasach koneckich i przysuskich do 9 listopada 1944, kiedy to został rozkazem dowódcy – mjr. Rudolfa Majewskiego (ps. „Roman”, nast. „Leśniak”) – rozformowany jako oddział zwarty, z poleceniem prowadzenia dalszej walki małymi pododdziałami, ze względu na duże nasycenie terenu operacyjnego wojskami nieprzyjaciela, uniemożliwiające efektywne prowadzenie działań partyzanckich w dużej grupie bojowej. Ostatnie walki rozformowanego pułku stoczyły oddziały „Bończy” (25/26 XI 1944) i „Wichra” (3 XII 1944). Potem, do końca okupacji niemieckiej na tym terenie, brak realnej działalności. Od 3 stycznia 1945 nominalnym dowódcą Pułku został mjr H. Moraczewski, ps. „Morus”, do czasu wejścia w kilkanaście dni później na ten obszar regularnych wojsk 1 Frontu Ukraińskiego, w ramach „ofensywy styczniowej”.
W swojej tradycji bojowej nawiązywał do przedwojennego piotrkowskiego 25 pułku piechoty.

## Historia organizacji i działań pułku

### Formowanie pułku
Pułk rozpoczął formowanie około 15 lipca 1944, na bazie dotychczasowych oddziałów partyzanckich i dywersyjnych Inspektoratu Piotrkowskiego, położonego na terenie Generalnego Gubernatorstwa. Przedtem były one podporządkowane d-cy „Kedywu” Łódzkiego Okręgu AK, cichociemnemu, kpt. Adamowi Trybusowi.
W tym czasie w jego skład weszły oddziały partyzanckie: „Wicher”' (d-ca ppor. Witold Kucharski, ps. „Wicher”), „Burza” (d-ca sierż. Stanisław Karliński, ps. „Burza”), „Grom” (d-ca ppor. Aleksander Arkuszyński, ps. „Maj”), „Błyskawica” (d-ca sierż. Klemens Lasota, ps. „Cygan”), „Lotniczy” (d-ca ppor. Henryk Furmańczyk, ps. „Henryk”), ponadto oddział por. Kazimierza Załęskiego, ps. „Bończa”.
W składzie tworzącego się pułku znalazła się też ponad 100-osobowa grupa żołnierzy radzieckich, byłych jeńców zbiegłych z niewoli niemieckiej.
Dowództwo nad tworzącym się zgrupowaniem, koncentrującym się w okolicy wsi Barkowice Mokre (dziś wieś nad Zalewem Sulejowskim), objął najpierw dotychczasowy komendant „Kedywu” Obwodu Piotrkowskiego AK – Hilary Moraczewski, ps. „Morus”, wraz z zastępcą kpt. „Marsem”. Z końcem lipca dowództwo nad zgrupowaniem przejął dotychczasowy komendant Obwodu „Rawa Mazowiecka” AK – mjr Rudolf Majewski, ps. „Roman”, „Leśniak”, który ze zgromadzonego stanu osobowego utworzył I baon 25 pp AK. Jego dowódcą został mianowany por. „Morus” (Hilary Moraczewski), dotychczasowy organizator 25 pp AK. Dowódcami pierwszych trzech kompanii baonu zostali: ppor. „Wicher” (Witold Kucharski), mjr „Cybulski” (kp żołnierzy radzieckich) i por. „Bończa” (Kazimierz Załęski). W tym czasie cały Pułk liczył 580 żołnierzy.

### Działalność bojowa
Działalność bojową pułk rozpoczął 11 sierpnia 1944, przechodząc marszem ubezpieczonym przez wsie Janikowice i Siucice, by stanąć wieczorem na kwaterze we wsi Widuch k. Żarnowa (pow. opoczyński). Tu dowódcy pułku podporządkował się niedawno zorganizowany oddział AK o kryptonimie „Trop” (d-ca Jan Matecki, ps. „Grom”), który został włączony do kompanii por. „Bończy”.
29 sierpnia 1944 z pułku odeszła wraz z mjr. Mikołajem Cybulskim 133-osobowa grupa żołnierzy radzieckich, która następnie weszła w skład utworzonych w I poł. września dwóch brygad Armii Ludowej: 10 Brygady AL „Zwycięstwo” i 11 Brygady AL „Wolność”; przyczyną były nie do pogodzenia różnice ideologiczne. W tej sytuacji d-ca pułku przeorganizował 1 baon tworząc: 1 kp (d-ca „Wicher”; plutony: ppor. „Konrada”, „Groma” i „Drukarza”), 2 kp (d-ca por. „Bończa”); plutony: ppor. „Konrada”, „Groma”, „Gardy” i sierż. „Burzy”), 3 kp (d-ca ppor. „Henryk”; plutony: ppor. „Wacława”, „Mariana” i sierż. „Cygana”). Zastępca d-cy Pułku i kwatermistrz: kpt. Hilary Moraczewski, ps. „Morus”.
Ponowną zmianę organizacji 25 pp AK mjr „Leśniak” zaplanował już 5 września, w związku z podporządkowaniem się mu oddziału kpt. „Lancy” w sile 200 żołnierzy. Z nich miał powstać II batalion. Ta nowa struktura organizacyjna działała tylko jeden dzień. W dniu następnym – 6 września – miejsce postoju Pułku w leśniczówce „Huta” k. wsi Kurzacze zostało zaatakowane przez kompanię nieprzyjaciela z 692 batalionu pod dowództwem mjr. Schlütera. Potyczka zakończyła się sukcesem Polaków, ale kpt. „Lanca” zdecydował o opuszczeniu Pułku. W tej sytuacji „Leśniak” ponownie powrócił w organizacji pułku do podziału tylko na kompanie, bez tworzenia batalionów. Zastępcą dowódcy Pułku i kwatermistrzem pozostał kpt. „Morus”, a dowódcami pięciu kompanii zostali mianowani: 1 – por. „Wicher”, 2 – „Bończa”, 3 – „Henryk”, 4 – „Grom” i 1 kp ckm-ów – ppor. Bolesław Turkiewicz.
W II poł. września 1944 w rejonie operacyjnym 25 pp AK pojawił się 72 pp AK pod dowództwem mjr „Stefana”, który podporządkował się d-cy 25 pp. 5 września do pułku dołączył też oddział kpt. „Starego”, włączony do pułku jako 5 kp, ale tego samego dnia odłączył się 72 pp AK. Również w tym samym czasie został odkomenderowany pod Drzewicę por. Zdzisław Suszycki ps. „Osuch” z rozkazem zorganizowania w jej okolicy kompanii z rozbitych w Puszczy Kampinoskiej grup partyzanckich AK (czego dokonał), natomiast 3 pluton (d-ca „Henryk”), wzmocniony nowo utworzonym plutonem pod dowództwem sierż. „Cygana”, udał się w lasy przysuskie (Przysucha), by oczekiwać na zrzut broni i umundurowania.
30 października 1944: kolejna zmiana organizacji pułku polegająca na wprowadzeniu znowu w jego strukturę batalionów. W związku z tym zmiany na stanowiskach dowódczych: z-cą d-cy pułku został mianowany mjr „Kurs”, poprzedni z-ca d-cy pułku – kpt. „Morus” objął dowództwo I baonu (w jego składzie kompanie „Wichra”, „Bończy” (którego jakiś czas zastępował por. „Sędziwój”), „Henryka” i 1 kp ckm-ów). Dowódcą II baonu (kompanie „Groma”, oddział „Starego” i 2 kp ckm-ów) został kpt. Józef Wyrwa, ps. „Stary”. Dowódcą III batalionu (powstałego z rozbitych grup z Puszczy Kampinoskiej; stąd jego nazwa – „Kampinos”) został mianowany por. Adolf Pilch ps. „Dolina”, z jednej z rozbitych grup z Kampinosu, który dołączył do 25 pp 24 października.
2 listopada 1944 d-ca 25 pp mjr „Leśniak” zarządził odprawę wszystkich oficerów w miejscu postoju, w Mechlinie. Przybył na nią też por. „Osuch”, który zameldował swoją kompanię stojącą we wsi Piaski w sile 180 żołnierzy. Otrzymał rozkaz dołączenia do głównych sił pułku. Tak więc w tym czasie 25 pp AK liczył ok. 1250 ludzi.
W dwa dni później – 4 listopada, rano – pułk wymaszerował z Mechlina w kierunku gajówki „Huta”, gdzie ok. godz. 10.00 natknął się na przeważające siły nieprzyjaciela, który zaryglował wyjścia z lasu czołgami i ogniem ciężkiej broni maszynowej; użył też samolotów. Ostry bój trwał do nocy. Podczas jego trwania, doskonale znający te tereny por. „Wicher”, zdołał ponownie wyprowadzić zgrupowanie z okrążenia w wyniku czego rankiem – 5 listopada – pułk dotarł do wsi Boków. W czasie tego nocnego marszu d-ca straży tylnej – por. „Sędziwój” utracił łączność z główną kolumną, w efekcie czego pozostał na zagrożonym terenie. W dniu następnym – 6 listopada – został zaatakowany przez dywizjon kałmuckiego korpusu kawalerii (pod dowództwem rosyjskiego renegata – Szandzi Mukiebenowa) i rozbity. Porucznik „Sędziwój” poległ w czasie walki.
Wcześniej – 5 listopada – ok. godz. 9.00, na kwaterujący w Bokowie pułk znowu wyszło silne natarcie niemieckie dywizji płk. Redera; tej samej, która atakowała pułk w okolicy leśniczówki „Huta”. Doszło znowu do ciężkich i krwawych walk, w wyniku których pułk zaczął się cofać, osłaniany przez kompanie por. „Wichra” i ppor. „Bohuna”, w kierunku na Końskie. Udało się to w miarę, bowiem w wyniku tych walk stan pułku zmalał aż o ponad połowę stanu; do 600 ludzi.
W dniach 7–8 listopada pułk kwaterował się w okolicach wsi Piekło i Niebo, ok. 4 km na pn.-wsch. od Końskich, ciągle pozostając w zamkniętym pierścieniu sił wroga. Zadanie kolejnego, już trzeciego, wyjścia z okrążenia otrzymał znowu por. „Wicher”, jako d-ca straży przedniej. W nocy – 8 listopada, podczas przekraczania szosy pod Kazanowem doszło do katastrofy. Rankiem, 9 listopada, do Górek Niemojowskich dotarło tylko 302 ludzi. Reszta pogubiła się, została zabita bądź ranna. Kompania ckm-ów straciła w tej walce całą ciężką broń. W tej sytuacji d-ca pułku – mjr „Leśniak”, podczas niezwłocznie zwołanej odprawy oficerskiej, zarządził rozformowanie pułku jako oddziału zwartego, z powodu wielkiego nasycenia oddziałami nieprzyjaciela obszaru na którym pułk działał i prowadzenie dalszej walki partyzanckiej małymi oddziałami. Była to próba ratowania ze stanu osobowego kogo jeszcze się dało. Formalnie żołnierze 25 pp AK zostali urlopowani. W efekcie m.in. kompania ckm-ów ppor. „Bohuna” oraz kompania ppor. „Groma” rozpadły się. Kompania kpt. „Starego” odeszła w lasy położone dalej na południe od tego feralnego rejonu. Kompania por. „Osucha” dołączyła do oddziału Antoniego Hedy „Szarego”. W polu pozostały tylko kompanie por. „Wichra”, por. „Bończy” i zdekompletowany szwadron por. „Doliny”. Z nich pododdział „Bończy” został zaatakowany w nocy z 25 na 26 listopada przez siły nieprzyjaciela w Dorobnej Woli k. Żarnowa. Nad ranem zdołał wyrwać się z okrążenia, ale niedługo potem uległ też rozformowaniu. Porucznik „Wicher” 3 grudnia stoczył pod Adamowem pomyślny bój z grupą ze wspomnianego już kałmuckiego korpusu kawalerii (dow. Szandzia Mukiebenow), zabijając czterech z nich i siedmiu raniąc. Inne pozostałe luźne oddziały byłego 25 pp AK nie przejawiały większej aktywności do końca okupacji niemieckiej na tym terenie. Z dniem 3 stycznia 1945 nominalne dowództwo nad nimi objął mjr „Morus”, który nie zdążył podjąć żadnych istotnych działań, ponieważ w kilkanaście dni później obszar ten zajęły regularne jednostki Armii Czerwonej 1 Frontu Ukraińskiego, w ramach tzw. „ofensywy styczniowej”.

## Ważniejsze walki (15 VII – 9 XI 1944) – zestawienie zbiorcze[2]
| Data potyczki | Miejsce                                          | Dowodzący                                                                           |
| ------------- | ------------------------------------------------ | ----------------------------------------------------------------------------------- |
| sierpień 1944 | stacja kolejowa Białaczów                        | ppor. „Henryk”                                                                      |
| 13 VIII 1944  | kolonia Jawor                                    | ppor. „Maj”                                                                         |
| 16 VIII 1944  | zasadzka pod Diablą Górą                         | por. „Bończa”                                                                       |
| 16 VIII 1944  | bój pod Diablą Górą                              | por. „Morus”                                                                        |
| 27 VIII 1944  | potyczka pod Kluczewem                           | ppor. „Sokół”                                                                       |
| 6 IX 1944     | bój w rejonie gajówki „Huta” (Piecyki)           | por. „Bończa”                                                                       |
| 15 IX 1944    | potyczka w rejonie gajówki „Puszcza” (Piecyki)   | ppor. „Grom”                                                                        |
| 26 IX 1944    | bój w rejonie wsi Gałki, Budy i Stefanów         | mjr „Leśniak” (d-ca Pułku)                                                          |
| 27 IX 1944    | uderzenie na Przysuchę                           | d-ca: mjr „Leśniak” + d-cy pododdziałów: por. „Wicher”, por. „Bończa”, ppor. „Grom” |
| 29 IX 1944    | forsowanie linii kolejowej pod Rudą Białaczowską | por. „Wicher”                                                                       |
| 5 X 1944      | potyczka pod Górkami Niemojowskimi               | por. „Cyprian” z 72 pp AK                                                           |
| 6 X 1944      | potyczka pod gajówką „Huta” w lasach przysuskich | ppor. „Henryk”                                                                      |
| 14 X 1944     | potyczka pod Żardkami                            | mjr „Osuch”                                                                         |
| 23 X 1944     | bój w okrążeniu npla na „Widuchu”                | mjr „Leśniak”                                                                       |
| 27 X 1944     | potyczka pod Fałkowem                            | ppor. „Sokół” (??)                                                                  |
| 27 X 1944     | bój pod Białym Ługiem                            | mjr „Leśniak”                                                                       |
| 28 X 1944     | potyczka w Bulianowie                            | por. „Dolina” i por. „Wicher”                                                       |
| 4 XI 1944     | bój w rejonie gajówki „Huta” (Piecyki)           | mjr „Leśniak”                                                                       |
| 5 XI 1944     | bój pod Bokowem                                  | mjr „Leśniak”                                                                       |
| 5 XI 1944     | potyczka pod gajówką „Małachówka”                | por. „Wicher”                                                                       |
| 8 XI 1944     | bój pod Kazanowem                                | mjr „Leśniak”                                                                       |
| 9 XI 1944     | potyczka w Górkach Niemojowskich                 | por. „Wicher”                                                                       |
| 9 XI 1944     | rozkaz samorozproszenia sił pułku                |                                                                                     |

Sumaryczna ilość niemieckich strat osobowych według Dariusza Gołębiowskiego w tych walkach: co najmniej 1000 zabitych, ok. 400 rannych i 30 jeńców. Straty własne (do czasu rozformowania): zabitych – co najmniej 120, rannych – co najmniej 240.

## Upamiętnienie

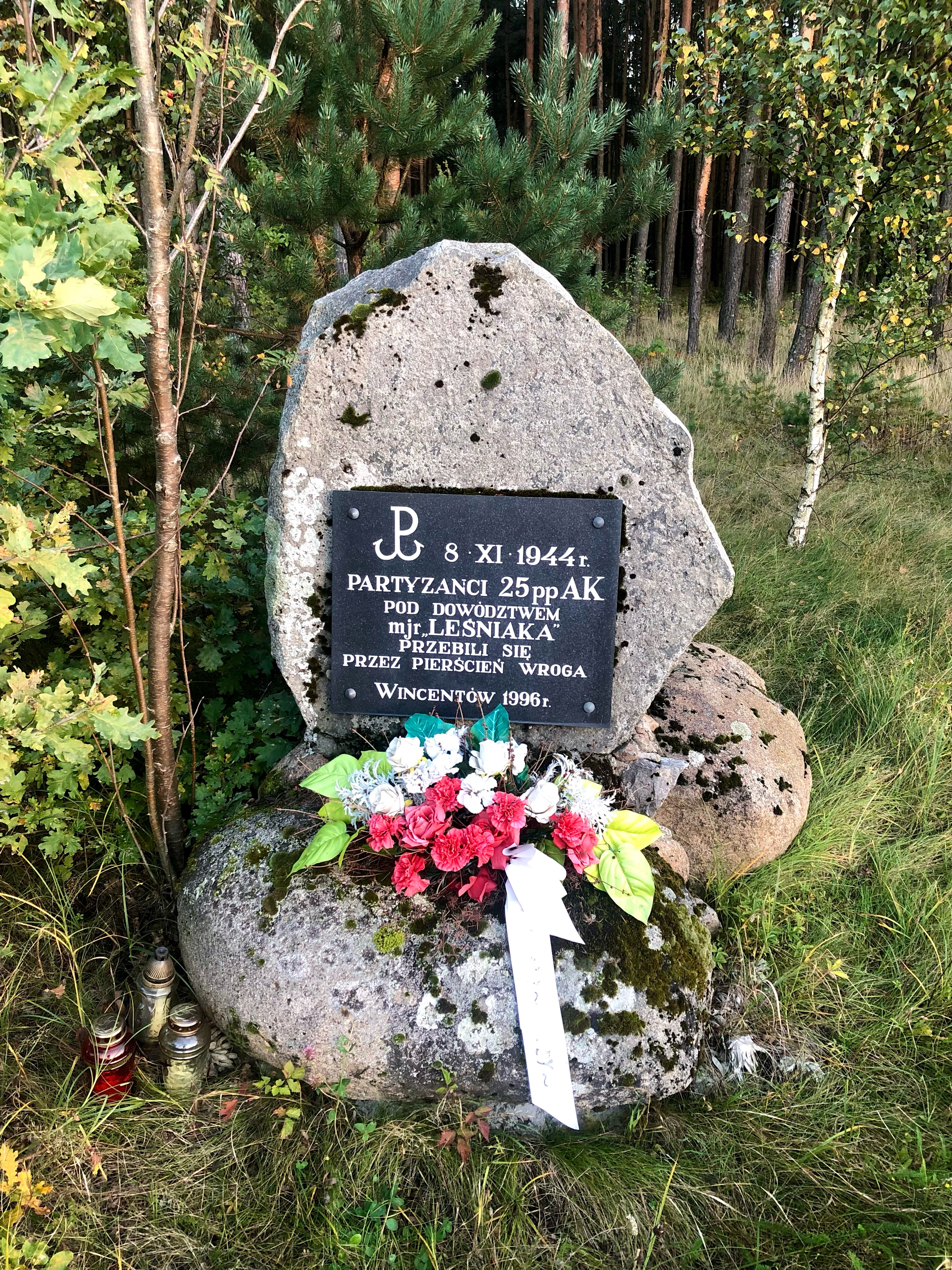
Upamiętnienie wyjścia z okrążenia partyzantów 25 pp AK w Wincentowie

Imię „25 pułku piechoty Armii Krajowej” nosi Jednostka Strzelecka 1042 Opoczno, przynależna do Związku Strzeleckiego „Strzelec” Organizacji Społeczno-Wychowawczej. Imię to nadane zostało 15 sierpnia 2022 przez Zarząd Światowego Związku Armii Krajowej w Łodzi.
Imię „25 pułku piechoty AK” nosiło Gimnazjum w Żarnowie. 
Przebicia się przez pierścień wroga partyzantów 25 pułku piechoty Armii Krajowej, upamiętnia też kamienny obelisk z tablicą pamiątkową z 1996, znajdujący się w Wincentowie.
W 1984 ustawiono pomnik upamiętniający walki pod Żdżarami, natomiast w 1994 we wsi Barkowice Mokre żołnierze Armii Krajowej odsłonili pomnik upamiętniający miejsce koncentracji 25 pp AK.